# Pedro José de Santa Bárbara
Pedro José de Santa Bárbara foi um militar português, tendo nascido em agosto de 1778.
Em 20 de junho de 1796 completou o Curso Matemático da Real Academia de Marinha, para onde entrara em 31 de julho de 1793, tendo dado no exame final, conforme consta de pública forma da carta de curso: "evidentes provas da sua inteligência" e, fruto dos seus estudos, aprovado sem discrepância de votos. Completou o curso da Academia Real de Fortificação e, durante os seus estudos académicos foi quatro vezes premiado em Fortificação e uma em Matemática. Em 6 de abril de 1797 era 2.º tenente.
Desempenhou  as funções de capitão no Regimento de Artilharia do Algarve e de Major Agregado do Regimento de Artilharia n.º 2.
No começo de 1805, com o posto de capitão no Regimento de Artilharia n.º 2, é nomeado lente da sua aula profissional, as quais haviam sido estabelecidas, desde 1763, em todos os regimentos de artilharia, nelas se leccionando matemática bem como todas as suas aplicações à artilharia. Nesse mesmo regimento e, a partir de 1824, no Regimento de Artilharia da Corte, desempenhou sempre, até 1829, as funções de lente, tendo atingido o posto de tenente-coronel graduado em 1824 e, efectivo, em 6 de fevereiro de 1826.
Há nota que, em 1822, pertenceu à Maçonaria, integrando o quadro da Loja Fraternidade no Or. de Faro, com o nome simbólico de "Sertório".
Tenente-coronel de artilharia, foi diretor do Colégio Militar entre 1829 e 1833, durante o governo de D. Miguel I de Portugal, tendo anteriormente já servido a instituição no cargo de sub-diretor.
Silvestre Pinheiro Ferreira refere que tinha conhecimentos de Matemática, não lhe chegando nada ao seu conhecimento que seja desfavorável à sua administração do Real Colégio Militar. Foi leal ao seu partido político, mas não perseguiu aqueles que a este se opunham.